# Achille Funi
Achille Virgilio Funi (Ferrara, 1890 – 1972) va ser un pintor italià, relacionat en la seva primera època amb el corrent futurista.
Llicenciat el 1910 a l'Accademia di Belle Arti di Brera (on després va ensenyar des del 1939 fins al 1960), el 1914 es va sumar al moviment futurista. "Pres per la necessitat de trobar els valors rítmics i plàstics que la pintura del darrer segle havia perdut per complet"(Autopresentazione, Prima Quadriennale…), Funi va desenvolupar una particular manera de futurisme que trenca formes i volums de forma evidents en alguns aspectes de la dinàmica de Boccioni. Les seves nou obres es van exhibir a la fira de les noves tendències, que es va celebrar a la "Famiglia Artistica di Milano", el 1914. Promogut pel pintor i crític Ugo Fog, l'associació va voler oferir una versió suavitzada d'efervescència futurista, ja que l'eclecticisme sembla la característica principal del grup, mentre que Funi, que és lliure en el catàleg, va proposar una lectura dinàmica del constructivisme de Cézanne.
Funi, després va passar per un període continu de vacil·lacions i no va acabar de decidir si participar plenament del futurisme, del que no compartia plenament el sentit de la profanació formal. Encara que Boccioni el va descriure com "un dels més grans campions de la pintura italiana d'avantguarda", va mantenir una certa distància del moviment: l'interès en les formes plenes, típic de Cézanne interpretat per Picasso, el portarà a prop del dinamisme de Marinetti, de manera que Boccioni escriu que Funi, malgrat les aparences, segueix sent profundament realista. Funi, però, segueix trobant-se amb el grup de Marinetti fins a la Primera guerra mundial, i també es va allistar en el batalló Lombardo Volontari Ciclisti.
Quan finalment va tornar a Milà va trobar que la situació havia canviat radicalment: molts dels seus amics havien mort a la guerra o per la terrible epidèmia de grip espanyola i es va adonar que el grup de Marinetti havia capgirat el seu impuls revolucionari.
Dai Fasci Futuristi al Fasci di Combattimento el pas és curt. Funi s'adhereix el març de 1919 a la famosa reunió de la Plaça San Sepolcro a Milà, que va ser la base de feixisme.
Però fins i tot en aquest segon Futurisme, Funi és una heterodox: les obres de l'època mostren atenció pels valors formals, que deriven més del cubisme sintètic o de la metafísica casoratiana que del dinamisme futurista o del cromatisme fauve (elements que són recognoscibles en les seves obres).
El 1923, per iniciativa de Margherita Sarfatti i Lino Pesaro neix el grup Novecento, del qual és un dels seus fundadors, juntament amb Anselmo Bucci, Leonardo Dudreville, Mario Sironi, Ubaldo Oppio, Emilio Gian Malerba i Pietro Marussig. La línia teòrica del grup s'orienta cap a una recuperació de la tradició clàssica italiana revisada a la llum de l'experiència d'avantguarda de principis de segle. Les seves figures femenines, els bodegons, retrats, a més d'expressar el desig neoclassicistica, establint una eclèctica gamma de referències culturals, en part relacionades amb la tradició artística de Ferrara (Venere innamorata, Malinconia; Milà, Galeria d'Art Modern; Autoritratto, Milà, col·lecció Pallini). L'interès per la figura ideal és l'objecte principal de les seves obres, juntament amb l'atenció a l'ofici, la característica dominant del classicisme dels anys vint. Es fa ressò de les declaracions futuristes del Manifest tècnic (abril de 1910). Ara es parla de la humanitat, la centralitat de l'home a la pintura. De Chirico ho considera la gramàtica de la llengua de la pintura. Severini reconeix explícitament el plaer que una persona troba davant la seva pròpia imatge, si aquesta es construeix amb ritmes i proporcions harmonioses. És natural que demanem el cos de l'home i la dona, quan s'indica un nou humanisme, va escriure Fagiolo Dell'Arco.
La seva important obra de frescos i Mosaics abasta decoracions per a la Trienal de Milà de 1930 a 1940; frescos a l'església de Crist Rei a Roma, a S. Giorgio Maggiore i al Palau de Justícia de Milà; gran mosaic de la basílica de Sant Pere a Roma.
El 1945 aconsegueix la càtedra de pintura a l'Acadèmia Carrara de Bèrgam i després n'esdevé el director, succeint Luigi Brignoli. En els anys 50 torna a ensenyar a Brera.
El 1949 - 1950, Funi s'adhereix al projecte de la col·lecció Verzocchi, sobre el tema del treball, enviant, a més d'un autoretrat, l'obra "L'escultor". La col·lecció Verzocchi és actualment a la Pinacoteca Civica de Forli.